# هيرمان موراي
هيرمان موراي هو لاعب هوكي الجليد كندي، ولد في 12 مايو 1909 في كيبك في كندا، وتوفي في 27 نوفمبر 1998 في مونتريال في كندا.

## وصلات خارجية
- هيرمان موراي على موقع EliteProspects.com (الإنجليزية)
- هيرمان موراي على موقع HockeyDB.com (الإنجليزية)
- هيرمان موراي على موقع أوليمبيديا (الإنجليزية)